# Exophiala phaeomuriformis
O Exophiala phaeomuriformis é uma espécie de fungo que, juntamente com o Exophiala dermatitidis, esteve presente em 56% das borrachas das máquinas de lavar, após uma pesquisa que retirou amostras de lava-louças em 189 lares de 101 cidades em seis continentes.